# Tropaeolum myriophyllum
Tropaeolum myriophyllum är en krasseväxtart som först beskrevs av Eduard Friedrich Poeppig och Endl., och fick sitt nu gällande namn av Benkt U. Sparre. Tropaeolum myriophyllum ingår i släktet krassar, och familjen krasseväxter. Inga underarter finns listade i Catalogue of Life.